# Pimpla cossivora
Pimpla cossivora är en stekelart som beskrevs av Curtis 1826. Pimpla cossivora ingår i släktet Pimpla och familjen brokparasitsteklar. Inga underarter finns listade i Catalogue of Life.